# Super Furry Animals
I Super Furry Animals sono un gruppo musicale alternative rock gallese che fonde elementi di musica pop, rock psichedelico e sperimentazioni elettroniche.
La band si è formata nel 1993 a Cardiff da Gruff Rhys (voce e chitarra), Huw Bunford (chitarra solista e cori), Guto Pryce (basso), Cian Ciaran (tastiere e sintetizzatori) e Dafydd Ieuan (batteria e cori) e da allora non ha mai subito cambiamenti.

## Nome
Il nome del gruppo deriva dalla magliette che la sorella di Rhys stava stampando per un collettivo locale.

## Storia
Formata nel 1993, la band firma nel 1995 per l'etichetta indipendente Ankst. Il primo EP del gruppo è in lingua gallese, mentre dal secondo lavoro il gruppo sceglie l'inglese per rendersi più accessibile. Alla fine del 1995 il gruppo viene contattato dalla Creation Records e vengono quindi arruolati dall'etichetta di Alan McGee.
Il disco di debutto è rappresentato da Fuzzy Logic (1996), che subisce molto le influenze del brit pop molto in voga in quel periodo.
Dopo un anno esce Radiator (1997), in cui il gruppo manifesta una personalità più forte e definita, spingendosi sulla musica sperimentale all'interno di un contesto che rimane pop. Il successo però è raggiunto (ottavo posto nella Official Albums Chart). Nel novembre 1998 viene pubblicata la raccolta Out Spaced, che contiene registrazioni già presenti negli EP del periodo 1995-96.
Il terzo LP ufficiale è Guerrilla (1999), costituito da 14 tracce di stampo indie rock con divagazioni dub e jangle pop.
Il gruppo decide di ritornare a cantare in lingua gallese e per questo motivo viene scaricato dalla Creation. La band non si perde d'animo e fonda un'etichetta tutta sua, la Placid Casual (titolo anche di una delle canzoni di Radiator). Con questi presupposti viene pubblicato l'album Mwng (che vuol dire "nitrito") nel 2000. Il disco diventerà l'album in lingua gallese più venduto nella storia ed sfiora anche la top 10 della Official Albums Chart.
Nel 2001 la band passa alla Sony Music e rilascia Rings Around the World. In questo album il gruppo propone elementi innovativi rappresentati da un suono più organico rispetto allo stile lo-fi dei precedenti lavori (dovuto anche alla garanzia della major). Il disco raggiunge la terza posizione degli album più venduti in Gran Bretagna e viene riconosciuto disco d'oro.
Lo stato di grazia della band svanisce in parte col successivo Phantom Power, che risulta "conservativo" e senza mordente. Tuttavia il disco vende comunque (disco d'argento).
Nel 2004 il gruppo riesuma la sua etichetta Placid Casual per pubblicare Phantom Phorce, album di remix del precedente disco. Rilascia anche un "best of" intitolato Songbook: The Singles Vol. 1 (Sony). Nel 2005 esce il nuovo lavoro di inediti, ossia Love Kraft, che rappresenta l'ultima uscita per la Sony.
Nel 2007 viene dato alle stampe Hey Venus!, che segna il passaggio all'etichetta londinese Rough Trade Records. Nel 2009 esce il successivo album, ossia Dark Days/Light Years. In entrambi questi lavori si fa più preponderante la compenetrazione elettrica nel suono.

## Discografia
- Fuzzy Logic (1996)
- Radiator (1997)
- Guerrilla (1999)
- Mwng (2000) (Interamente in gallese)
- Rings Around the World (2001)
- Phantom Power (2003)
- Love Kraft (2005)
- Hey Venus! (2007)
- Dark Days/Light Years (2009)
- Fuzzy Logic [20th Anniversary Deluxe Edition] (2016)